# Flaga Czadu
Flaga Czadu – prostokąt podzielony na trzy pionowe pasy: niebieski, żółty i czerwony. Kolorystycznie jest identyczna, jak flaga Rumunii, choć obydwie flagi nie są w żaden sposób ze sobą powiązane i mają różne pochodzenie.
W przypadku flagi Czadu, kolory są kombinacją francuskich barw narodowych oraz barw panafrykańskich. Kolor niebieski symbolizuje czyste niebo, wodę, nadzieję oraz południową część kraju, kolor żółty – piasek pustyń, pokrywających północną jego część. Kolor czerwony symbolizuje krew, przelaną przez czadyjskich patriotów podczas walk o niepodległość kraju.
Flaga została wprowadzona 6 listopada 1959 roku, po zdobyciu przez kraj autonomii.